# Cicinnus corallina
Cicinnus corallina is een vlinder uit de familie van de Mimallonidae. De wetenschappelijke naam van de soort is voor het eerst geldig gepubliceerd in 1918 door Dognin.